# Arundel
|  | Per a altres significats, vegeu «Arundel (Anglaterra)». |

Arundel és una població dels Estats Units a l'estat de Maine (EUA). Segons el cens del 2000 tenia 3.571 habitants.

## Demografia
Segons el cens del 2000, Arundel tenia 3.571 habitants, 1.363 habitatges, i 999 famílies. La densitat de població era de 57,7 habitants per km².
Dels 1.363 habitatges en un 35,6% hi vivien nens de menys de 18 anys, en un 61,3% hi vivien parelles casades, en un 8,5% dones solteres, i en un 26,7% no eren unitats familiars. En el 19,4% dels habitatges hi vivien persones soles el 5,9% de les quals corresponia a persones de 65 anys o més que vivien soles. El nombre mitjà de persones vivint en cada habitatge era de 2,61 i el nombre mitjà de persones que vivien en cada família era de 3,01.
Per edats la població es repartia de la següent manera: un 26,1% tenia menys de 18 anys, un 6,2% entre 18 i 24, un 32,5% entre 25 i 44, un 27,1% de 45 a 60 i un 8,1% 65 anys o més.
L'edat mediana era de 37 anys. Per cada 100 dones de 18 o més anys hi havia 97 homes.
La renda mediana per habitatge era de 49.484 $ i la renda mediana per família de 50.709 $. Els homes tenien una renda mediana de 35.517 $ mentre que les dones 25.684 $. La renda per capita de la població era de 20.538 $. Entorn del 5% de les famílies i el 5,4% de la població estaven per davall del llindar de pobresa.